# Arthur Meighen

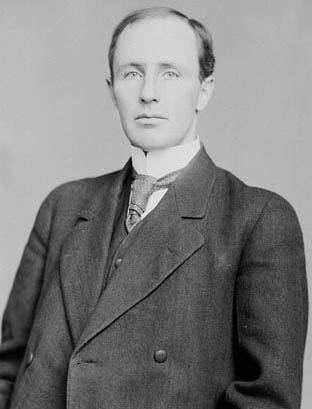
Arthur Meighen (1912)

Arthur Meighen [/ˈmiːən/] PC, QC (* 16. Juni 1874 in Anderson, Ontario; † 5. August 1960 in Toronto, Ontario) war ein kanadischer Politiker. Er war zweimal während kurzer Zeit Premierminister. Seine erste Amtszeit dauerte vom 10. Juli 1920 bis zum 29. Dezember 1921, die zweite vom 29. Juni bis zum 25. September 1926. Meighen war von 1920 bis 1926 sowie von 1940 bis 1942 Vorsitzender der Konservativen Partei. In der Regierung seines Vorgängers Robert Borden hatte er mehrere Ministerposten inne. Nachdem er von 1908 bis 1926 Abgeordneter im Unterhaus gewesen war, saß er ab 1932 zehn Jahre lang im Senat.

## Jugend und Studium
Meighen wurde im Perth County im Südwesten Ontarios als Sohn des Landwirts Joseph Meighen und dessen Ehefrau Mary Jane Bell geboren. Da sich der Sohn in der Schule als äußerst begabt erwies, zog die Familie an den Stadtrand von St. Marys und übernahm einen Milchwirtschaftsbetrieb. Dadurch konnten die Kosten für die Unterbringung in einem Internat eingespart werden. Das Gymnasium, das Meighen in St. Marys besuchte, trägt heute seinen Namen. 1892 schrieb er sich an der University of Toronto ein. Vier Jahre später schloss er sein Mathematik-Studium mit dem Bachelor of Arts ab.
Während seiner Studienzeit lernte er den späteren Premierminister William Lyon Mackenzie King kennen, doch die beiden Männer verstanden sich von Beginn an nicht besonders gut. 1897 unterrichtete er Mathematik an einem Gymnasium bei Brantford, geriet aber in Konflikt mit dem Leiter der Schulbehörde, woraufhin er nach Winnipeg zog. Ab 1900 studierte er Rechtswissenschaft und erhielt drei Jahre später die Zulassung als Anwalt in der Provinz Manitoba. 1904 heiratete er Isabel Cox, mit der er zwei Söhne und eine Tochter hatte.

## Politische Karriere
Meighen trat 1904 der Konservativen Partei bei und fiel bald als begabter Redner und Wahlkampfhelfer auf. Bei der Unterhauswahl 1908 kandidierte er im Wahlkreis Portage la Prairie. Seine Nomination war unbestritten, da man davon ausging, der liberale Amtsinhaber John Crawford würde ohnehin gewinnen. Doch zur Überraschung vieler siegte Meighen mit einem Vorsprung von 250 Stimmen und zog ins Unterhaus ein.
Premierminister Robert Borden ernannte Meighen im Juni 1913 zum Solicitor General (Stellvertreter des Justizministers). Dieses Amt hatte er bis August 1917 inne, als er zum Bergbauminister und Minister für Indianerangelegenheiten ernannt wurde. Im Oktober desselben Jahres folgte die zusätzliche Ernennung zum Innenminister. 1920 war er einige Monate lang erneut Bergbauminister, anschließend bis zum Jahresende 1921 Außenminister. Als Innenminister war Meighen hauptsächlich für die Umsetzung der umstrittenen Wehrpflicht verantwortlich und überzeugte das Parlament davon, der Verstaatlichung der Canadian Northern Railway zuzustimmen.
Meighens Amtsführung war in weiten Kreisen umstritten. Um sicherzustellen, dass die in der unionistischen Koalition vereinigten Wehrpflichtbefürworter bei der Unterhauswahl 1917 siegen würden, erarbeitete er Wahlgesetze, welche die Wahl zugunsten der Regierung beeinflussten. Kriegsdienstverweigerer verloren ihr Wahlrecht, während weibliche Verwandte von Soldaten erstmals wählen durften. Im Ausland stationierte Soldaten durften darüber hinaus ihre Stimme für einen beliebigen Wahlkreis abgeben und konnten so durch Regierungsbeamte gezielt beeinflusst werden. Im Juni 1919 ordnete er die Auflösung des Winnipeg-Generalstreiks an. Das gewaltsame Vorgehen der Polizei brachte den Konservativen die Feindschaft der Arbeiterbewegung ein.

## Erste Amtszeit als Premierminister
Robert Borden gab Ende 1919 seinen bevorstehenden Rücktritt bekannt. Die Unterhausfraktion gab ihm die Erlaubnis, seinen Nachfolger selbst zu bestimmen. Bordens Wahl fiel schließlich auf Meighen, der am 10. Juli 1920 das Amt des Premierministers und den Vorsitz der Konservativen Partei übernahm. Wichtige Gesetzesvorlagen während seiner ersten Amtszeit waren ein Handelsabkommen mit Frankreich und der Abschluss der Verstaatlichung der Grand Trunk Railway. Einzelne liberale Mitglieder der unionistischen Koalition kehrten zu ihrer ursprünglichen Partei zurück, andere schlossen sich der neuen Progressiven Partei an. Das Land erlebte zudem eine schwere Rezession, was die Regierung zunehmend schwächte.
Im September 1921 rief Meighen eine Neuwahl aus. Er versuchte im Wahlkampf unter dem Banner National Liberal and Conservative Party breitere Wählerschichten anzusprechen und die in Auflösung befindliche unionistische Koalition wiederzubeleben. Doch bei der Unterhauswahl im Dezember 1921 erlitt seine Partei eine vernichtende Wahlniederlage. Sie verlor über 100 Sitze und wurde hinter den Liberalen und den Progressiven lediglich drittstärkste Kraft. Meighen und neun weitere Minister wurden in ihren Wahlkreisen abgewählt. Er blieb Vorsitzender der Konservativen Partei (die wieder ihren traditionellen Namen annahm) und schaffte im Januar 1922 bei einer Nachwahl in Grenville im Osten Ontarios wieder den Einzug ins Unterhaus. Die Progressive Partei verzichtete darauf, die Rolle der offiziellen Opposition zu übernehmen, so dass Meighen ab Jahresende 1921 Oppositionsführer war.

## Oppositionsführer
Meighens Jahre in der Opposition waren vor allem von seiner Reaktion auf die Chanakkrise geprägt: Verschiedene Mitglieder der britischen Regierung, darunter Kolonialminister Winston Churchill, hatten gegenüber der Presse erklärt, das Vereinigte Königreich wolle Truppen aus den Dominions einsetzen, um die neutrale Zone um die Dardanellen vor möglichen türkischen Angriffen zu schützen. Premierminister King ließ verlauten, Kanada werde anders als im Ersten Weltkrieg nicht automatisch einer britischen Kriegserklärung an andere Staaten folgen. Meighen kritisierte die Passivität der Regierung und forderte, Kanada müsse dem Mutterland gegenüber unbedingt loyal sein. Die Krise endete nach wenigen Wochen: Sie führte zum Sturz der britischen Regierung von David Lloyd George, während Meighen sich den Ruf einhandelte, blindlings die Interessen des Vereinigten Königreichs zu vertreten.
Im Gegensatz zu Robert Borden und Wilfrid Laurier herrschte zwischen Meighen und King ein tiefes persönliches Misstrauen und Feindseligkeit. Meighen schaute auf King, den er Rex (dessen Spitzname in der Universität) nannte, herab und hielt ihn für prinzipienlos. King wiederum betrachtete Meighen als elitär und abgehoben. Kings liberale Regierung fiel durch zahlreiche Skandale und Korruption negativ auf. Die Unterhauswahl 1925 endete mit einem Sieg der Konservativen, allerdings verfehlten sie die absolute Mehrheit knapp.

## Zweite Amtszeit
Mit Unterstützung der Progressiven konnte King weiter regieren. Schon bald nach Beginn der Legislaturperiode wurde im Zollministerium ein Bestechungsskandal aufgedeckt, woraufhin zahlreiche Progressive begannen, ihre Unterstützung zu überdenken. Als King eine Abstimmungsniederlage drohte, ersuchte er Generalgouverneur Julian Byng um Auflösung des Parlaments, was dieser jedoch verweigerte (→ King-Byng-Affäre). King trat umgehend zurück und Byng beauftragte Meighen am 29. Juni 1921 mit der Bildung einer neuen Regierung.
Damals war es üblich, dass alle neu ernannten Minister umgehend zurücktreten und sich in einer Nachwahl bestätigen lassen mussten. Um zu verhindern, dass die Regierung in der Zwischenzeit die Mehrheit verlor, griff Meighen auf ein legales, aber ungewöhnliches Mittel zurück, indem er die Minister „kommissarisch“ einsetze und sie nicht vereidigen ließ. King veranstaltete einen Wirbel um diese umstrittene Maßnahme und brachte einige zögerliche Progressive wieder auf seine Seite. Beim nachfolgenden Misstrauensvotum unterlag Meighens Regierung mit einer Stimme Unterschied.
Dem Generalgouverneur blieb nichts anderes übrig, als doch eine Neuwahl anzusetzen. Bei der Unterhauswahl 1926 erzielten die Konservativen zwar die meisten Stimmen, gewannen aber insgesamt weniger Sitze als die Liberalen, die diese in zahlreichen Wahlkreisen taktisch geschickte Wahlbündnisse eingegangen waren und so massive Verzerrungen im Mehrheitswahlrecht erzeugten. Meighen selbst wurde in seinem Wahlkreis Portage la Prairie abgewählt. Er führte bis zum 25. September 1926 die Regierungsgeschäfte weiter und musste dann sein Amt an King abtreten; am selben Tag trat er auch als Parteivorsitzender zurück.

## Weitere Tätigkeiten
In der Folge hielt sich Meighen weitgehend aus Politik heraus. Stattdessen verfolgte er nun eine Karriere in der Privatwirtschaft. Bei der Canadian General Securities Limited, einer Investmentgesellschaft in Winnipeg, war er als Vizepräsident und Berater tätig. Das Unternehmen expandierte und Meighen zog mit seiner Familie nach Toronto, um dort eine Zweigstelle aufzubauen. Der Börsencrash von 1929 führte beinahe zum Bankrott des Unternehmens, doch Meighen brachte es wieder auf Kurs. Daneben war er Redner an unpolitischen Veranstaltungen und Mitglied der Elektrizitätskommission der Provinz Ontario.
Meighen kehrte im Februar 1932 zur Politik zurück, nachdem Premierminister Richard Bedford Bennett ihn zum Senator ernannt hatte. In Bennetts Regierung war er bis Oktober 1935 Minister ohne Geschäftsbereich, danach Oppositionsführer im Senat. Im November 1941 erhielt er das Angebot, ein zweites Mal Vorsitzender der Konservativen Partei zu werden, da die Partei sich in einer ernsten finanziellen und politischen Krise befand. Meighen gab im Februar 1942 seinen Senatssitz auf und kandidierte in Toronto bei einer Nachwahl um ein Mandat im Unterhaus. Er unterlag jedoch dem Kandidaten der sozialistischen Co-operative Commonwealth Federation, woraufhin er sich endgültig ins Privatleben zurückzog. Er starb 1960 in Ottawa im Alter von 86 Jahren.

## Ehrungen
Am 23. Mai 1961 ehrte die kanadische Regierung Meighen dadurch, dass sie ihn zu einer „Person von nationaler historischer Bedeutung“ erklärte.
Weiterhin ist Meighen Island in der Arktis nach ihm benannt.